# Новосаратовка (Ленинградская область)
Новосара́товка — деревня в Свердловском городском поселении Всеволожского района Ленинградской области.

## Название
По легенде название произошло из-за того, что немецких колонистов первоначально планировали поселить в Саратове.

## История
Новосаратовская колония была основана на правом берегу Невы при Екатерине II немецкими колонистами, выходцами из Бранденбурга и Вюртемберга. Немецкое население проживало здесь до марта 1942 года, после чего было полностью депортировано.
В 1766 году была построена первая, деревянная кирха и основан Новосаратовский лютеранский приход.
Первое картографическое упоминание деревни — селение Саратовка, происходит в 1770 году, на карте Санкт-Петербургской губернии Я. Ф. Шмидта.
Как село под названием Малая Саратовка она упоминается на карте окружности Санкт-Петербурга 1810 года.
В 1835 году была построена вторая, каменная кирха.

НОВОСАРАТОВСКАЯ КОЛОНИЯ — принадлежит ведомству Министерства внутренних дел, жителей по ревизии 539 м. п., 552 ж. п.;

При ней: Церковь Евангелическая Св. Екатерины. (1838 год)

В 1844 году Новосаратовка насчитывала 60 дворов.
На этнографической карте Санкт-Петербургской губернии П. И. Кёппена 1849 года она обозначена как колония «Ssaratowka», расположенная в ареале расселения немцев.

НОВОСАРАТОВСКАЯ КОЛОНИЯ — принадлежит Ведомству государственного имущества, по бечевнику леваго(так в оригинале) берега р. Невы, 68 дворов, 703 души м. п. (1856 год)

НОВОСАРАТОВСКАЯ — немецкая колония на берегу р. Невы, 68 дворов, 725 м. п., 720 ж. п.; Церковь евангелическо-лютеранская. Кладбище. Пароходная пристань. Дачи — 10 дворов и 3 лесопильных завода.(1862 год)

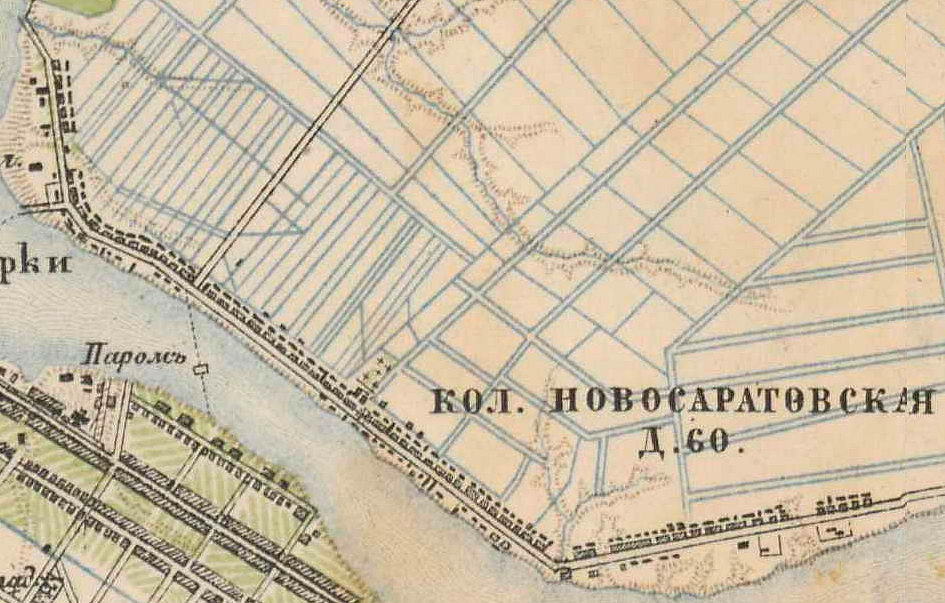
План Новосаратовской колонии. 1885 год.

В 1885 году, согласно «Карте окрестностей Петербурга», колония насчитывала 60 дворов. Сборник же Центрального статистического комитета описывал её так:

НОВОСАРАТОВКА — село бывшее колонистов при реке Неве, дворов — 120, жителей — 1038; волостное правление (до уездного города 16 вёрст), церковь лютеранская, школа, 3 лавки, трактир. (1885 год).

В конце XIX века колония административно относилась к Новосаратовской волости 2-го стана Санкт-Петербургского уезда Санкт-Петербургской губернии, в начале XX века — 1-го стана.

НОВОСАРАТОВСКАЯ НЕМЕЦКАЯ КОЛОНИЯ и дачи Новосаратовских колонистов на берегу р. Невы; 78 дворов, 725 м. п., 720 ж. п., всего 1445 чел.;
 Евангелическо-лютеранская церковь, кладбище, пароходная пристань, 3 лесопильных завода.(1896 год)

Однако согласно данным первой переписи населения Российской империи:

НОВО-САРАТОВСКАЯ — колония, мужчин — 1714, женщин — 1406, обоего пола — 3120. (1897 год)

В 1908 году в колонии проживало 188 детей школьного возраста (от 8 до 11 лет).
В 1909 году в колонии было 132 двора.

НОВОСАРАТОВСКАЯ — колония Новосаратовского сельского общества Новосаратовской волости, число домохозяев — 120, наличных душ — 856; Количество земли — 2222 дес., надельная. (1905 год)

До революции в колонии кустарный характер носил колёсный промысел (сбыт на месте и в Петербурге). Работало евангелическо-лютеранское училище.
С 1917 по 1922 год колония была административным центром Новосаратовской волости Луначарского района Петроградского уезда, затем вошла в состав Луначарской волости.
Точная дата организации Новосаратовского сельсовета не установлена. 
Согласно переписи населения СССР 1926 года:

НОВОСАРАТОВСКАЯ — колония Новосаратовского сельсовета Октябрьской волости, 450 хозяйств, 1714 душ.

Из них: немцев — 307 хозяйств, 1465 душ; русских — 137 хозяйств, 238 душ; финнов — 3 хозяйства, 3 души, поляков — 2 хозяйства, 7 душ, венгров — 1 хозяйство, 1 душа. (1926 год)

В 1928 году Новосаратовский сельсовет рабочих, крестьянских и красноармейских депутатов входил в состав Колпинского района Ленинградской области. Центром сельсовета была Ново-Саратовская колония.
В 1930 году колония занималась молочно-огородным хозяйством и дачным промыслом. Немцы-колонисты организовали большую сельскохозяйственною артель «Красный Механизатор», объединяющую 192 двора и 320 едоков. В том же году Новосаратовский сельсовет вошёл в состав Ленинградского Пригородного района.
По административным данным 1933 года Новосаратовский сельсовет состоял из деревни Весело-Поселковской, деревни Сосновой и посёлка Новосаратовского, общее население которых составляло 3519 человек.
По административным данным 1936 года посёлок Ново-Саратовская колония являлся центром Новосаратовского сельсовета Ленинградского Пригородного района. В сельсовете было 5 населённых пунктов, 428 хозяйств и 2 колхоза.
В августе того же года Новосаратовский сельсовет вошёл в состав новообразованного Всеволожского района.

НОВО-САРАТОВСКАЯ КОЛОНИЯ — посёлок Ново-Саратовского сельсовета, 3311 чел. (1939 год)

План Новосаратовской колонии. 1939 год

В 1940 году колония насчитывала 317 дворов.
Согласно справке от 23 августа 1941 года, в немецком колхозе «Красный Механизатор» (объединял часть немецкого населения Ново-Саратовской колонии и 3 семьи местечка Утиная Заводь) состояли: 149 немецких семей — 568 человек и 5 русских семей — 20 человек. Всего 154 семьи — 588 человек.
3 марта 1942 года в посёлке был развёрнут эвакогоспиталь № 1.
В 1943 году в посёлке располагались:
- полевой подвижный госпиталь № 634
- управление головного полевого эвакуационного пункта № 92 с эвакоприёмником[30]

На основании решения Исполкома Всеволожского райсовета от 6 декабря 1951 года Новосаратовская колония была переименована в деревню Ново-Саратовка.
В 1958 году население деревни составляло 3016 человек.
Решением облисполкома № 189 от 16 мая 1988 года расположенная в деревне Новосаратовка братская могила моряков краснознамённого Балтийского флота эсминца «Строгий», погибших в борьбе с немецко-фашистскими захватчиками, признана памятником истории, так же как и братская могила советских воинов, рабочих совхозов и ленинградцев, погибших в период блокады Ленинграда, расположенная в 3 км северо-восточнее.
По данным 1966 и 1973 годов деревня являлась административным центром Новосаратовского сельсовета.
По данным 1990 года в деревне Новосаратовка проживали 363 человека. Деревня являлась административным центром Новосаратовского сельсовета, в который входили 4 населённых пункта: деревни Невский Парклесхоз, Новосаратовка, посёлки Красная Заря, Рабочий, общей численностью населения 561 человек.
Сельсовет был упразднён 10 мая 1995 года.
В 1997 году в деревне проживали 365 человек, в 2002 году — 501 человек (русских — 86%), в 2007 году — 502.

## География
Деревня расположена на правом берегу Невы, в южной части района на автодороге 41К-078 (Санкт-Петербург — Всеволожск) у границы Санкт-Петербурга. Сама автодорога 41К-078 является областным продолжением городской Октябрьской набережной.
Расстояние до административного центра поселения — 11 км. Расстояние до районного центра — 35 км.

## Демография
| 1862 | 2007 | 2010 | 2017 |
| ---- | ---- | ---- | ---- |
| 1445 | ↘502 | ↗550 | ↘539 |

Национальный состав
Согласно данным Всероссийской переписи населения 2021 года в деревне проживали 784 человека, из них:
 русские — 371, армяне — 30, чеченцы — 8, киргизы — 6, азербайджанцы — 5, казахи — 4, белорусы — 3, украинцы — 3, татары — 1, якуты — 1, другие национальности — 5 человек, остальные национальность не указали.

## Экономика
- В Новосаратовке расположен молокозавод «Приневское» (ЗАО «Племенной завод Приневское»).
- В деревне реализуется один из крупнейших девелоперских проектов в Ленобласти — логистический центр «Уткина заводь». Работы выполняют специалисты «Группы Е4».
- В Новосаратовке базируется один из крупнейших речных перевозчиков Санкт-Петербурга, компания «Пассажирский порт».
- Также в деревне находится грузовой терминал ПСК «Пулково».

## Инфраструктура
В деревне ведётся строительство жилых комплексов: «Город звёзд», «Город Первых», «Южная Нева» и «Невская Долина».

## Общественный транспорт
Автобусные маршруты
- 476  Ломоносовская — Посёлок имени Свердлова

- 692А  Улица Дыбенко — Оранжерейка

- 693  Обухово — Новосаратовка, улица Первых

## Достопримечательности
Здание кирхи святой Екатерины, в котором была школа, а теперь находится лютеранская семинария, и несколько сохранившихся могильных памятников на кладбище поблизости от этой церкви.
Поблизости от здания кирхи на берегу Невы, на месте, где в годы обороны Ленинграда стоял эскадренный миноносец «Строгий» установлен памятный знак.
На кладбище находится братская могила моряков канонерской лодки «Сестрорецк», погибших в борьбе с фашистами.
В 1,8 км к северо-востоку — братская могила советских воинов, рабочих совхозов и ленинградцев, погибших в период блокады Ленинграда.
Фермы старого Володарского моста, который был разобран в 1987—1993 годах.

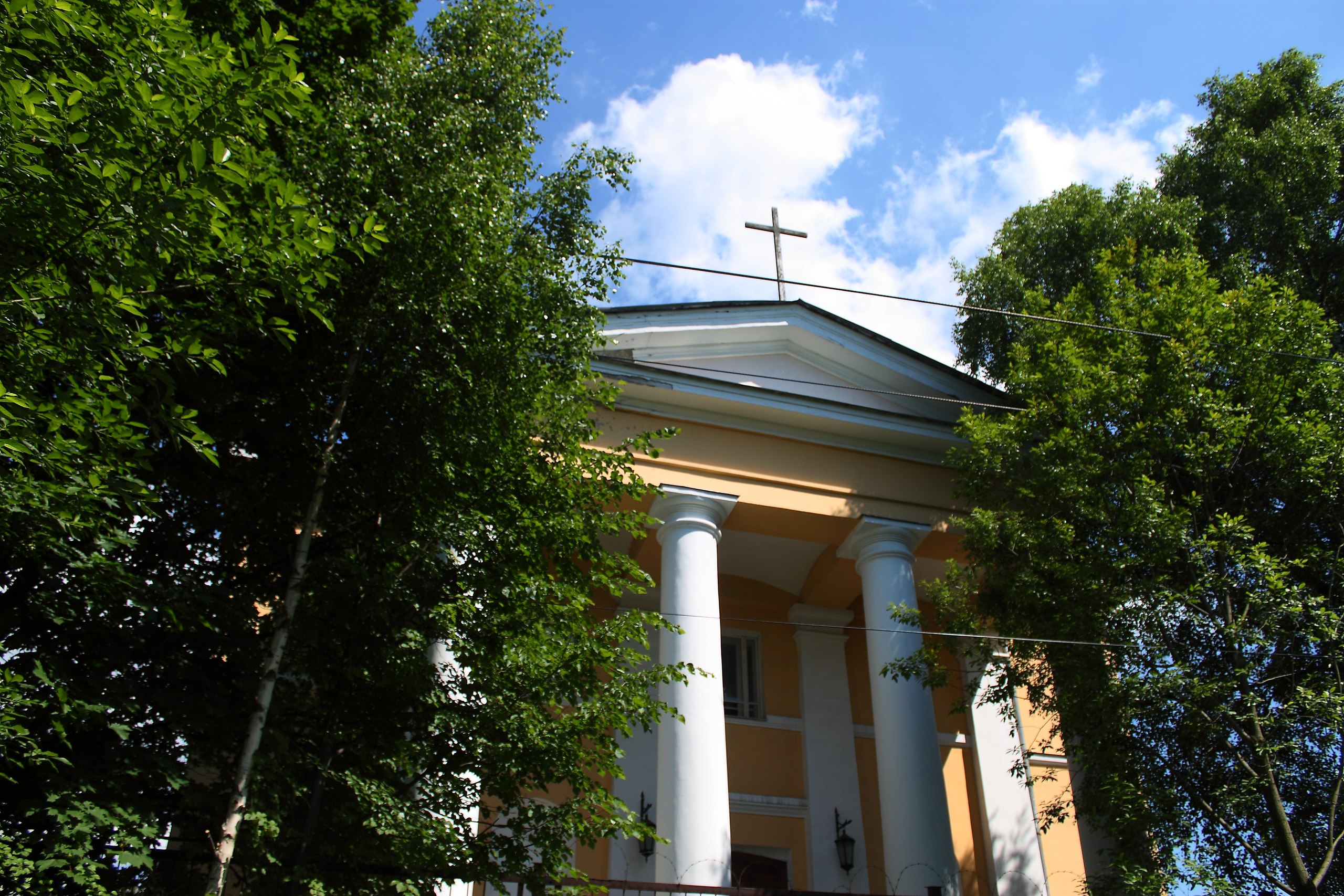
Кирха святой Екатерины. 2017 год
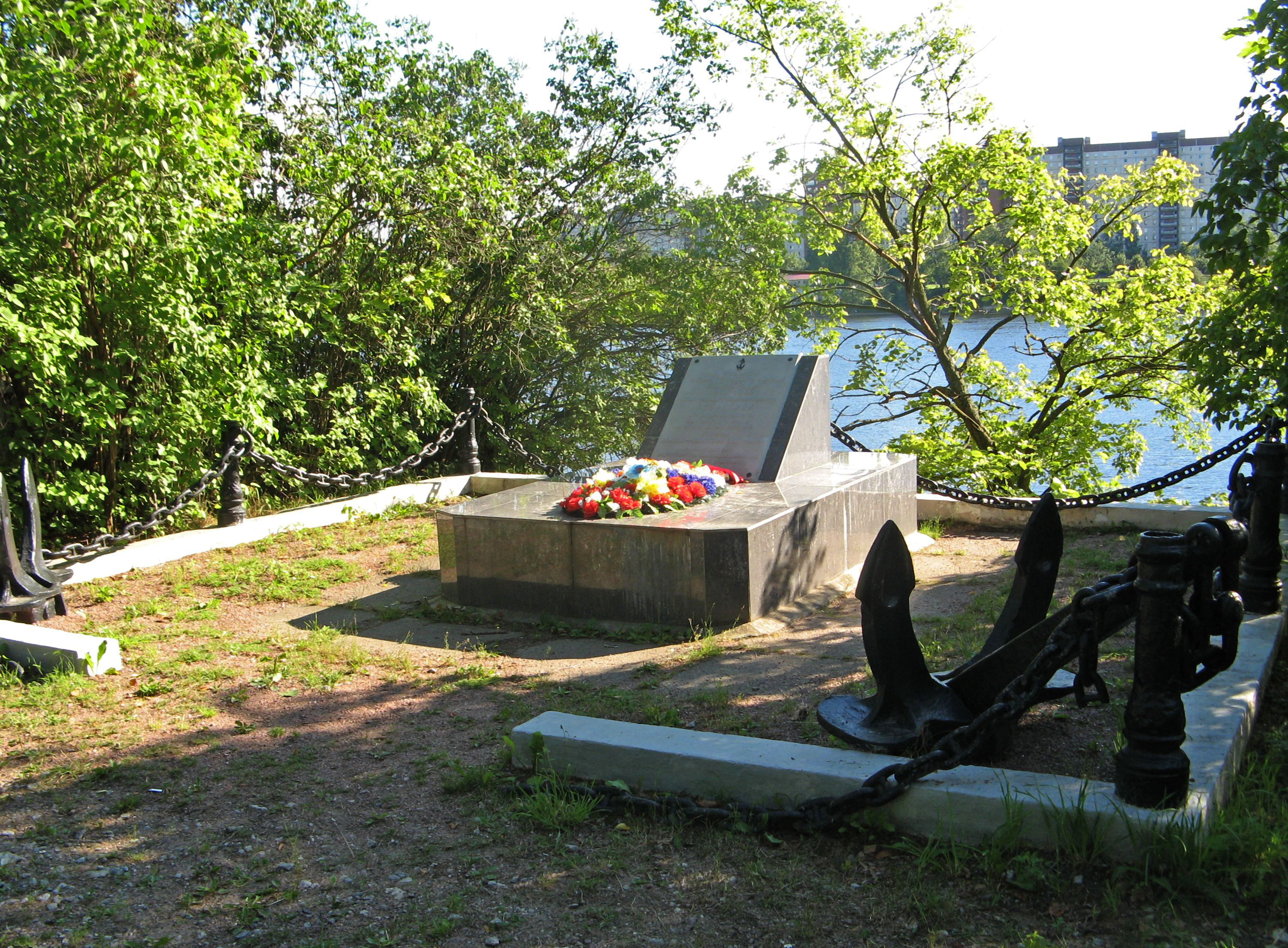
Памятный знак на месте бывшей стоянки эсминца «Строгий». 2020 год
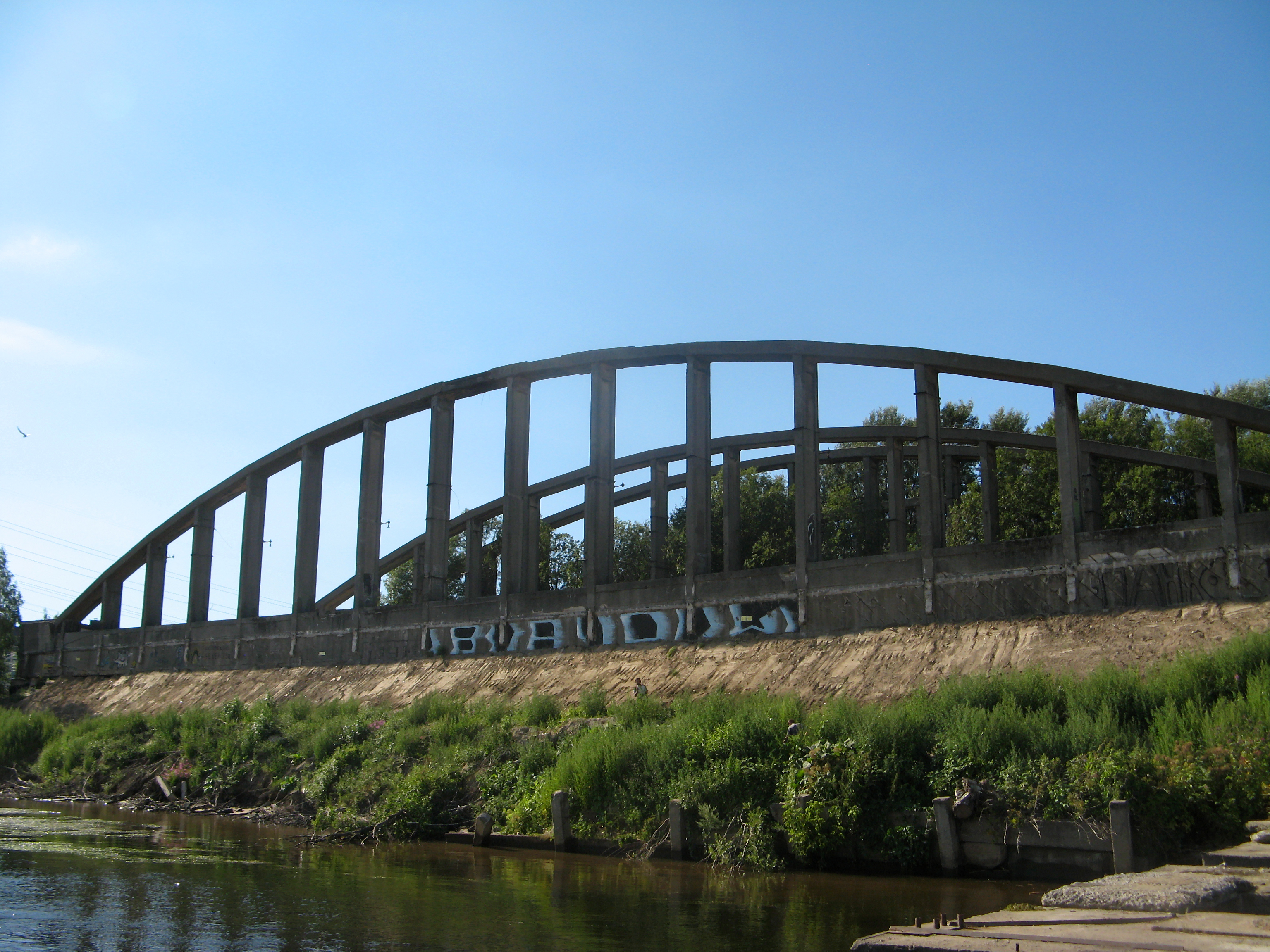
Фермы Володарского моста. 2020 год

## Известные уроженцы
- Лев Ро (1883—1957) — советский плодовод-селекционер, профессор, лауреат Сталинской премии (1951).

## Улицы
Аничков проезд, Воронцовский проезд, Екатерининский проезд, Елагина проезд, Зимний проезд, Инженерная, Лесопарковый проезд, Летний проезд, Мариинский проезд, Меньшиковский проезд, Николаевский проезд, Октябрьская набережная, Первых, Покровская дорога, Полевая, Рабочая, Строгановский проезд, Центральный проезд.